# Marca de cazoleta y anillos

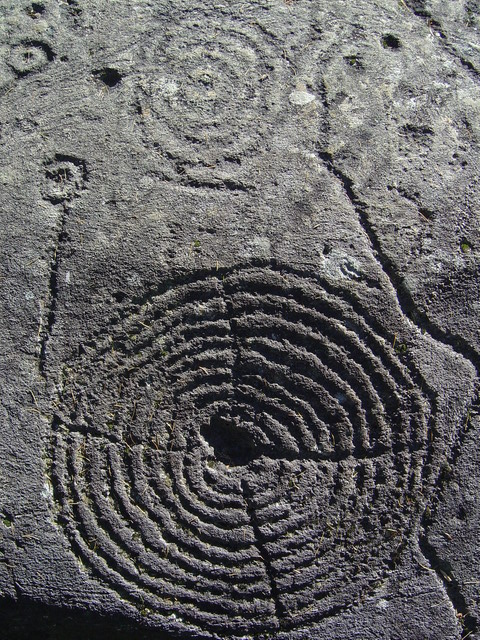
Marcas de cazoleta y anillo en Alpen, Carschenna, Suiza.

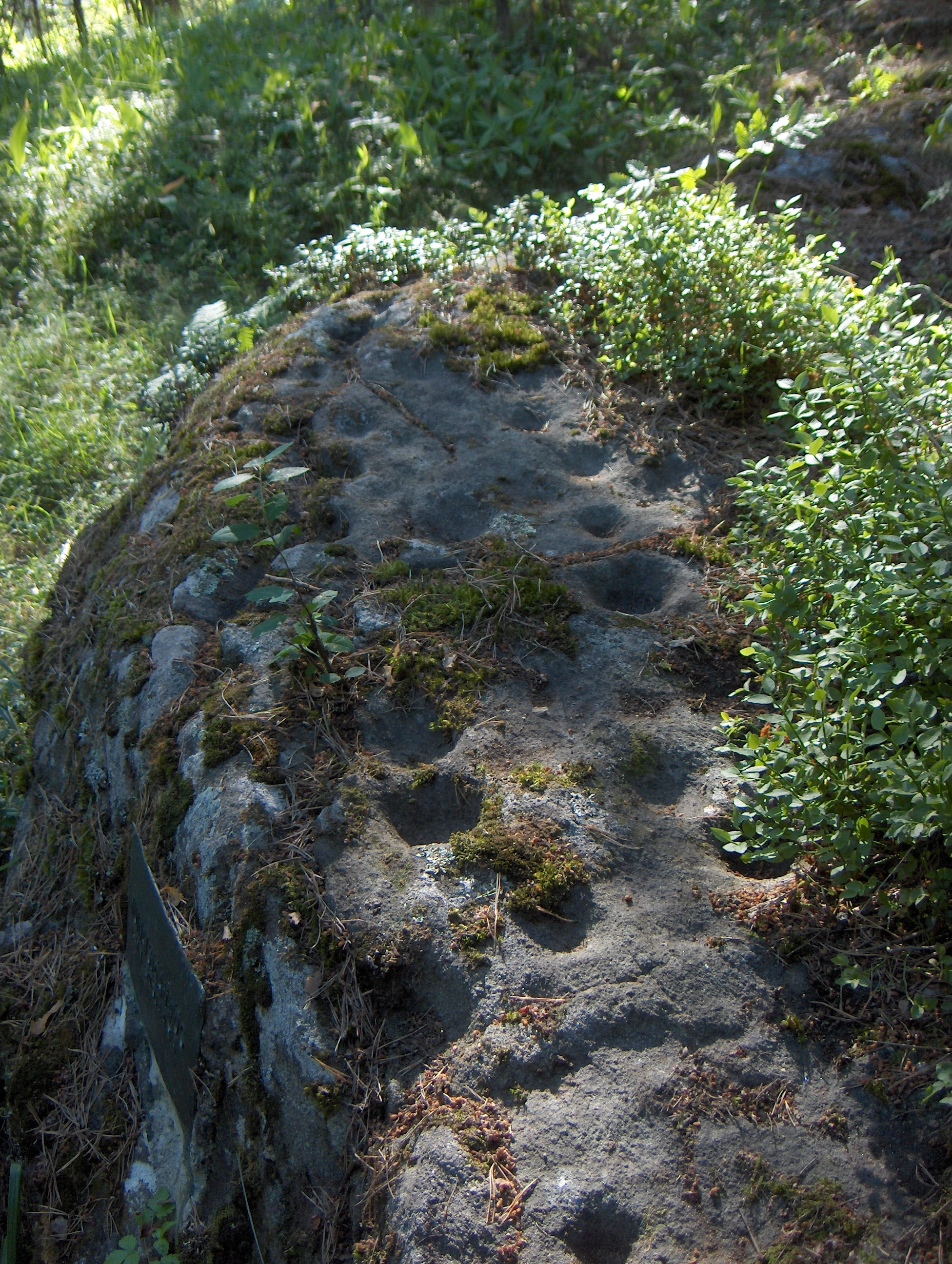
En Fennoscandia las cazoletas son mayores. Piedra de sacrificio con marcas de cazoleta en Hartola, Finlandia.

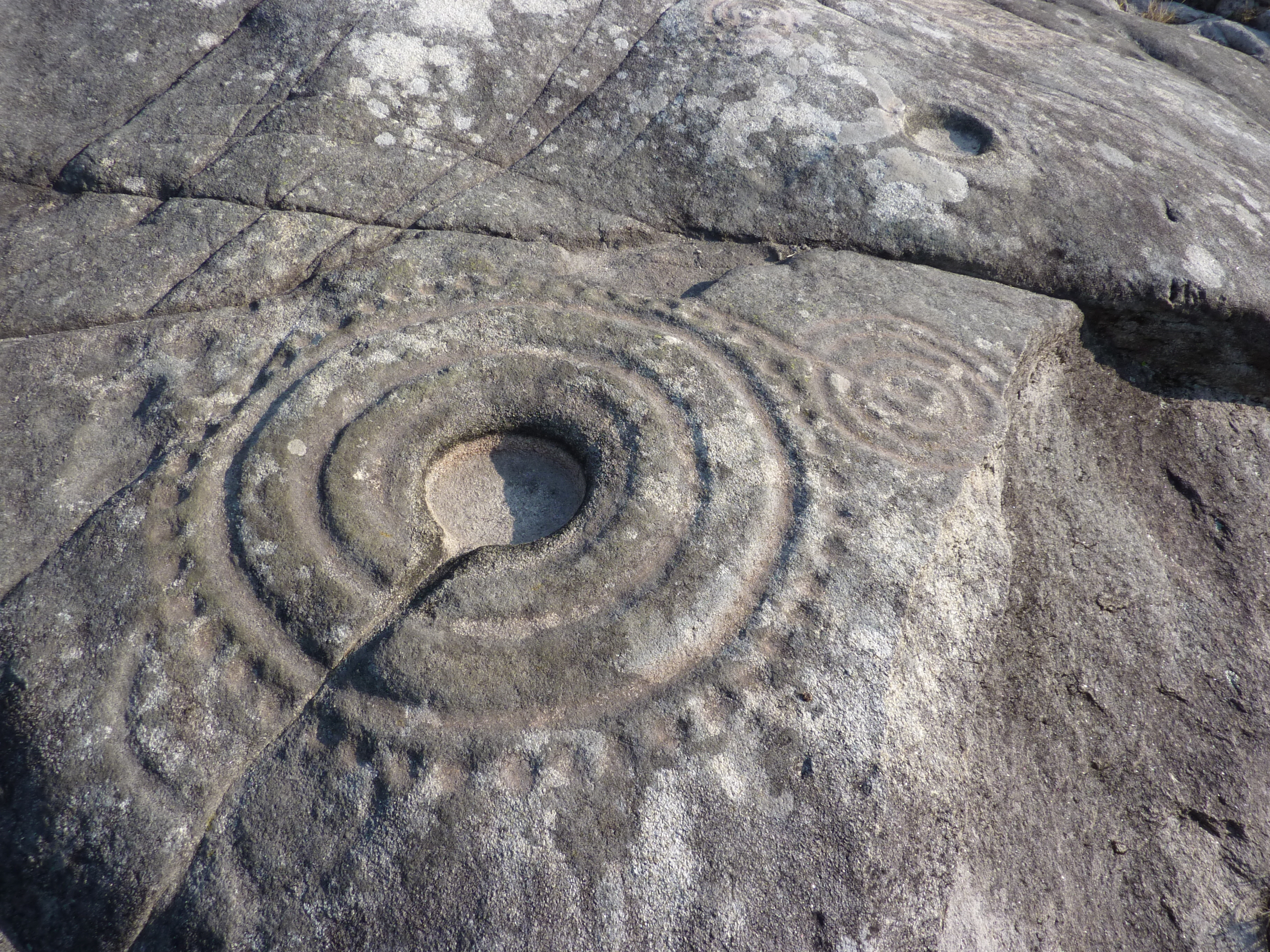
Gran petroglifo de cazoleta y anillo en Laxe das Rodas, Galicia (España), donde se encuentran cientos de muestras.

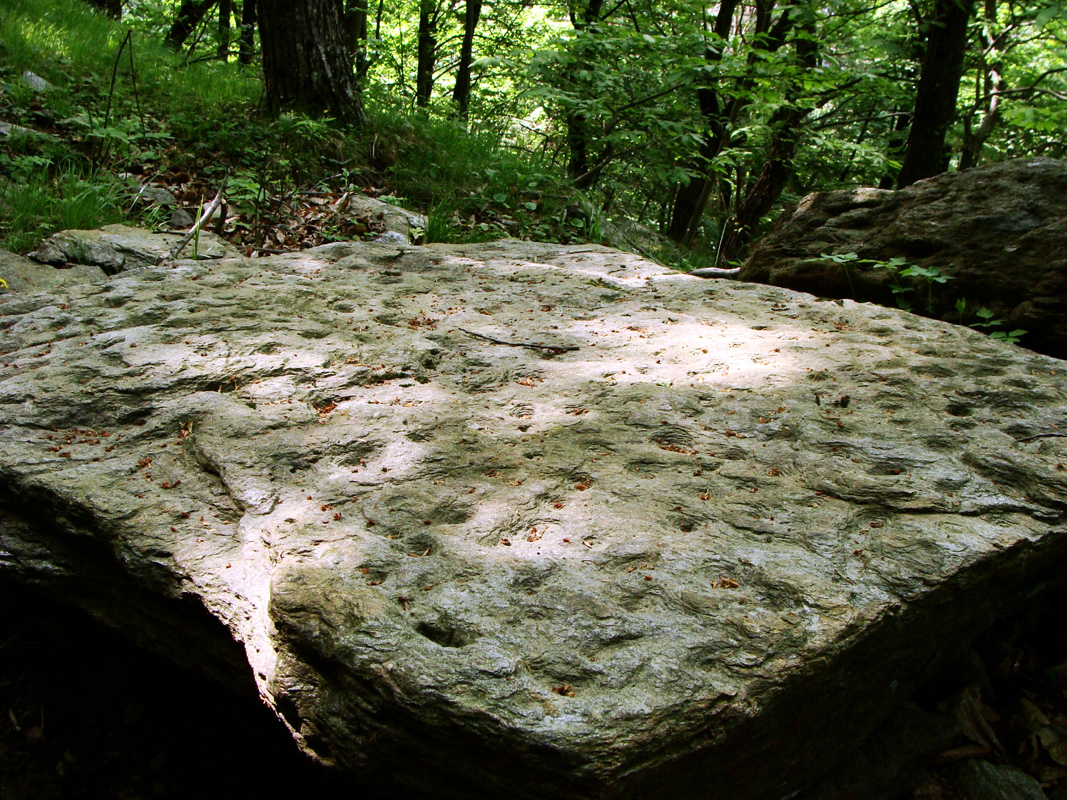
En el Piamonte hay muchas marcas de cazoleta en rocas en Pera Crevolà de Val Susa, Italia.

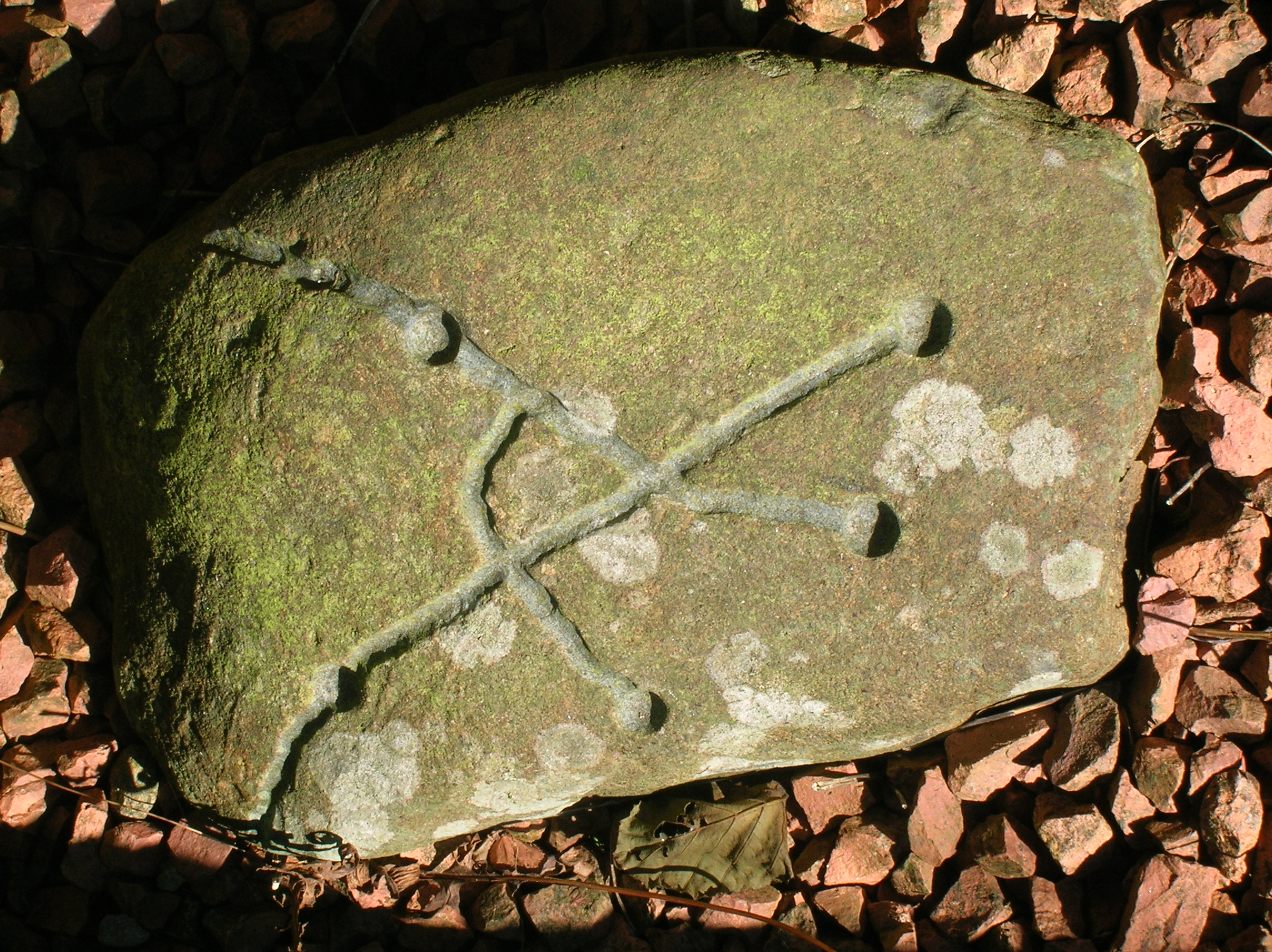
Réplica de marcas de cazoleta y anillos innusuales, procedente del Museo de Ayrshire, North Ayrshire, Escocia.

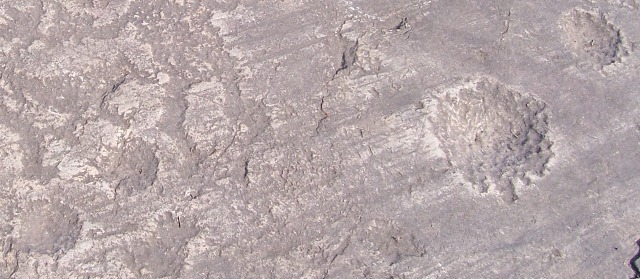
Cazoletas, Val Camonica, Italia.

El término marcas de cazoleta y anillo, marca de cazoleta o cazoleta son una forma de arte prehistórico que se encuentra principalmente en la Europa atlántica (norte de Inglaterra, Escocia, Irlanda, Bretaña, Portugal, Islas Canarias y Galicia, la Europa mediterránea (noroeste de Italia y Tesalia) y centro de Europa (como en Suiza), aunque formas similares se pueden encontrar en todo el mundo, incluyendo México, Brasil e India.
La distribución en el tiempo de este tipo de petroglifos abarca desde el Paleolítico, como las marcas más antiguas de cazoleta registradas hasta ahora que se encuentran en la cueva paleolítica de Chattan, India, llegando hasta épocas históricas, con especial presencia durante el Neolítico y la Edad del Bronce.
Consisten en una depresión circular cóncava, de no más de unos pocos centímetros de ancho, grabada en la superficie de la roca y, a menudo, rodeada de círculos concéntricos, anillos, también grabados en la piedra. A veces un canal lineal, llamado canalón, atraviesa los anillos desde la cazoleta hasta el exterior del símbolo.
La decoración se presenta como un petroglifo en rocas naturales y afloramientos y también como un elemento de arte megalítico trabajados sobre las rocas que los forman, tales como: la losa de cubrimiento de las cistas de la Cultura del vaso para alimento; algunos de los menhires que forman los círculos de piedra; y en las tumbas de corredor, como en los cairns de Clava y en las losas en Newgrange. En el caso de los cairns se suelen encontrar sobre las rocas que forman el bordillo inferior periférico, peristalítico, de dichas construcciones.

## Descripción por distribución geográfica

### Italia
Numerosas marcas de cazoleta se han descubierto en Val Camonica (Italia), asociados a grabados rupestres.
Muchos bloques grabados son visibles en la región noroeste de Italia (Piamonte), los lugares mejor conocidos son: Val Susa, La Bessa y Valchiusella.

### Galicia (España)
Patrones similares se conocen en Galicia, habiendo recibido el nombre de "gallegas". Estos tipos, de cazoleta y anillo, de cazoleta y anillo con canalón y los motivos de círculos concéntricos son compartidas entre esta parte de la península ibérica y las islas británicas e irlandeses, lo que sugiere un vínculo cultural a lo largo de las costas de la Europa Atlántica, junto con otras manifestaciones culturales como megalitos o cultura de la Edad del Bronce.
Lugares con marcas de cazoleta:
- Laxe das Rodas
- Laxa do Carrizo
- Chans de Trans[11]
- Castro de Santa Tecla
- Conjunto de grabados rupestres de Fentáns
- Arte rupestre de Terras de Pontevedra

### Reino Unido
Precisamente el arte megalítico es difícil de datar, ya que aunque el monumento megalítico puede ser fechado, el arte puede ser una adición posterior. Las marcas de cazoleta y anillos de Hunterheugh Crags, cerca de Alnwick en Northumberland, recientemente se han demostrado fechadas en el comienzo del Neolítico por medio de su relación estratigráfica con otras características datables. Algunas de las marcas se han encontrado en contextos de la Edad del Hierro, pero éstas pueden representar piedras reutilizadas.
Donde se encuentra grabados en piedra natural plana se ha observado que parecen incorporar la superficie natural de la roca. Los de Hunterheugh están, en su mayoría, conectados entre sí por canales que puedan conducir el agua de lluvia, aprovechando la inclinación de la piedra, de uno al siguiente inferior.
Se ha sugerido por el arqueólogo Clive Waddington que el impulso inicial del Neolítico temprano para crear las marcas quedó en el olvido y que la práctica cayó en desuso hasta que una segunda fase de la creación continuó la tradición pero con menos precisión y mayor variabilidad en el diseño. Los grabadores de esta segunda fase trasladaron el arte desde las piedras naturales a los megalitos, así como su simbolismo fue reinterpretado por las culturas del final del Neolítico y el comienzo de la Edad del Bronce.
Su propósito es desconocido, aunque algunos pueden estar relacionados con afloramientos de piedra natural explotados por los pueblos neolíticos para hacer hachas de piedra pulimentada. También se ha sugerido un propósito religioso.
Otros lugares con marcas de cazoleta:
- Crómlech de Ballynoe en el Condado de Down, Irlanda del Norte;
- Dolmen de Bachwen en Gales del Norte, Gales;
- Cairn de Chatton Sandyford y petroglifos de Fowberry en Northumberland, Inglaterra;
- Petroglifos de Backstone en Ilkley Moor, Inglaterra;
- Piedra Swastika en West Yorkshire, Inglaterra;
- Gardom's Edge en Derbyshire, Inglaterra;
- Túmulo alargado de Dalladies, Kincardineshire, Inglaterra;
- Cairn de Street House en Cleveland, Inglaterra;
- Dalgarven Mill, North Ayrshire, Escocia;
- Mauchline Gorge, East Ayrshire, Escocia;
- Brodick, Isla de Arran, Escocia;
- Blackshaw Hill, North Ayrshire, Escocia;
- Kilmartin, Argyll, Escocia;
- Achnabreck, Argyll, Escocia;[12]
- Sundhoney en Aberdeenshire, Escocia;
- Balblair, Beauly, cerca de Inverness, Escocia.

### Irlanda
El trabajo de campo en Drumirril en el Condado de Monaghan ha puesto al descubierto ocupación evidente durante el Neolítico y principios de la Edad del Bronce en el entorno de los grabados rupestres que allí se encuentran y esta fecha es aceptada de forma general para la mayoría del arte presente.
Otros lugares con marcas de cazoleta:
- Crómlech de Beltany en el Condado de Donegal;
- Círculo de piedras de Bohonagh en el Condado de Cork;
- En el bordillo de la tumba de corredor del complejo de Dowth en el Condado de Meath.

### Portugal
Aunque actualmente existe una frontera administrativa la continuidad entre Galicia y Portugal es evidente. Además existen muestras de este tipo de motivos en el Alto Tajo, en particular en los municipios de Vila Velha de Ródão, Castelo Branco e Idanha-a-Nova.

### India
En la Reserva Natural de Binsar existen rocas con marcas de cazoleta.

### Grecia
Se encuentran ejemplos en la unidad periférica de Larisa.[cita requerida]

### Israel
En el asentamiento sumergido de Atlit Yam, en la costa de Atlit, se ha encontrado un semicírculo de piedras neolítico con evidencias de marcas de cazoleta en algunos de los siete megalitos que lo componen.

### Noruega
En el sitio Evenhus, en la península de Frosta, se encuentran grabados de la Edad de Piedra y una concentración de marcas de cazoleta que se hicieron, probablemente, más adelante, tal vez durante la Edad del Bronce.

### Suiza
Se han encontrado marcas de cazoleta y anillo en Alpen, Carschenna. ´La mayoría de ellas corresponden con el patrón típico del arco atlántico (como las encontradas en Gran Bretaña, Irlanda y España).